# Pápateszér
Pápateszér is een plaats (község) en gemeente in het Hongaarse comitaat Veszprém. Pápateszér telt 1295 inwoners (2001).

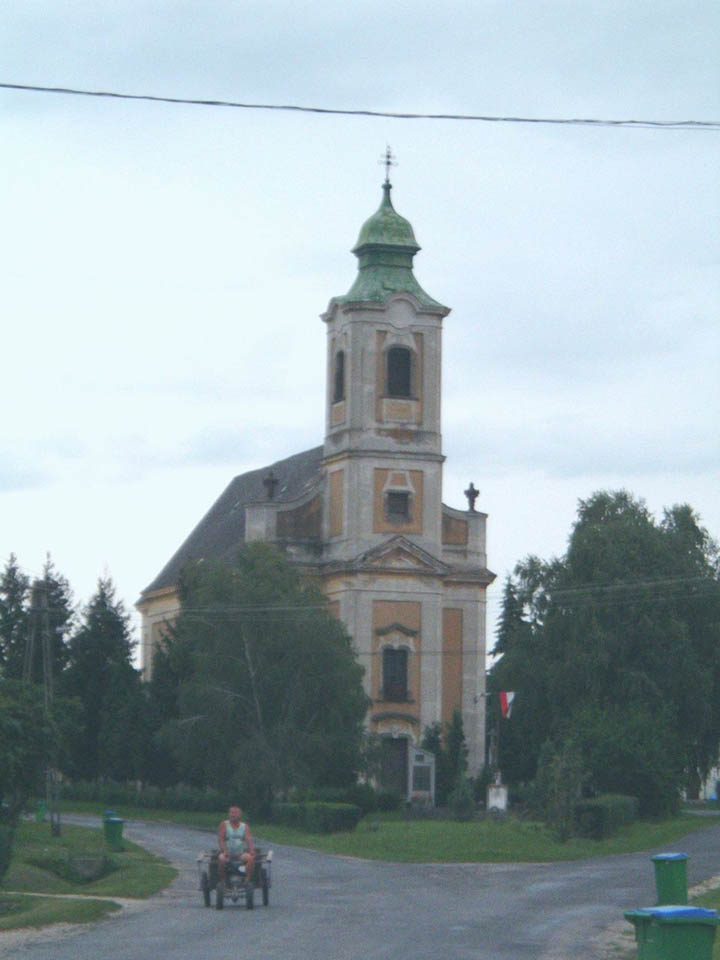
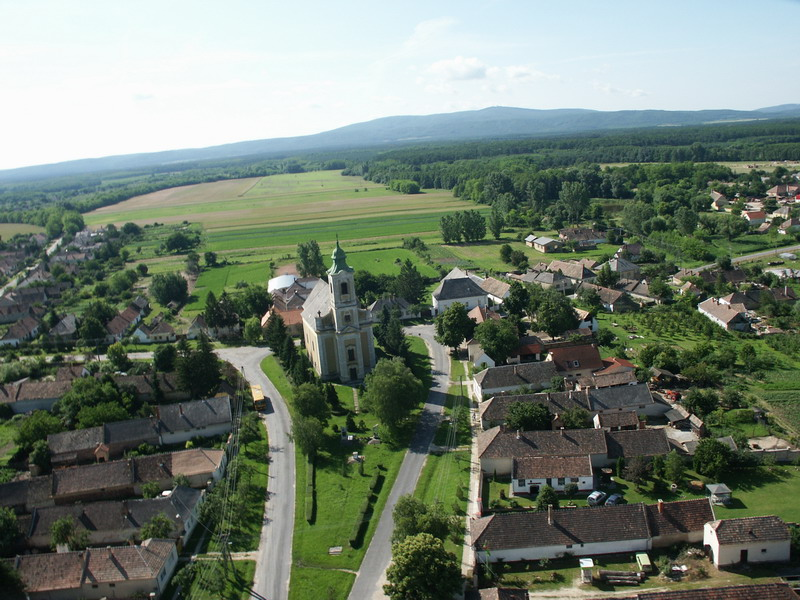